# Weilersbach (Oberfranken)
Weilersbach ist eine Gemeinde im oberfränkischen Landkreis Forchheim. Sie ist Mitglied der Verwaltungsgemeinschaft Kirchehrenbach. Es gibt keinen Gemeindeteil Weilersbach.

## Geographie

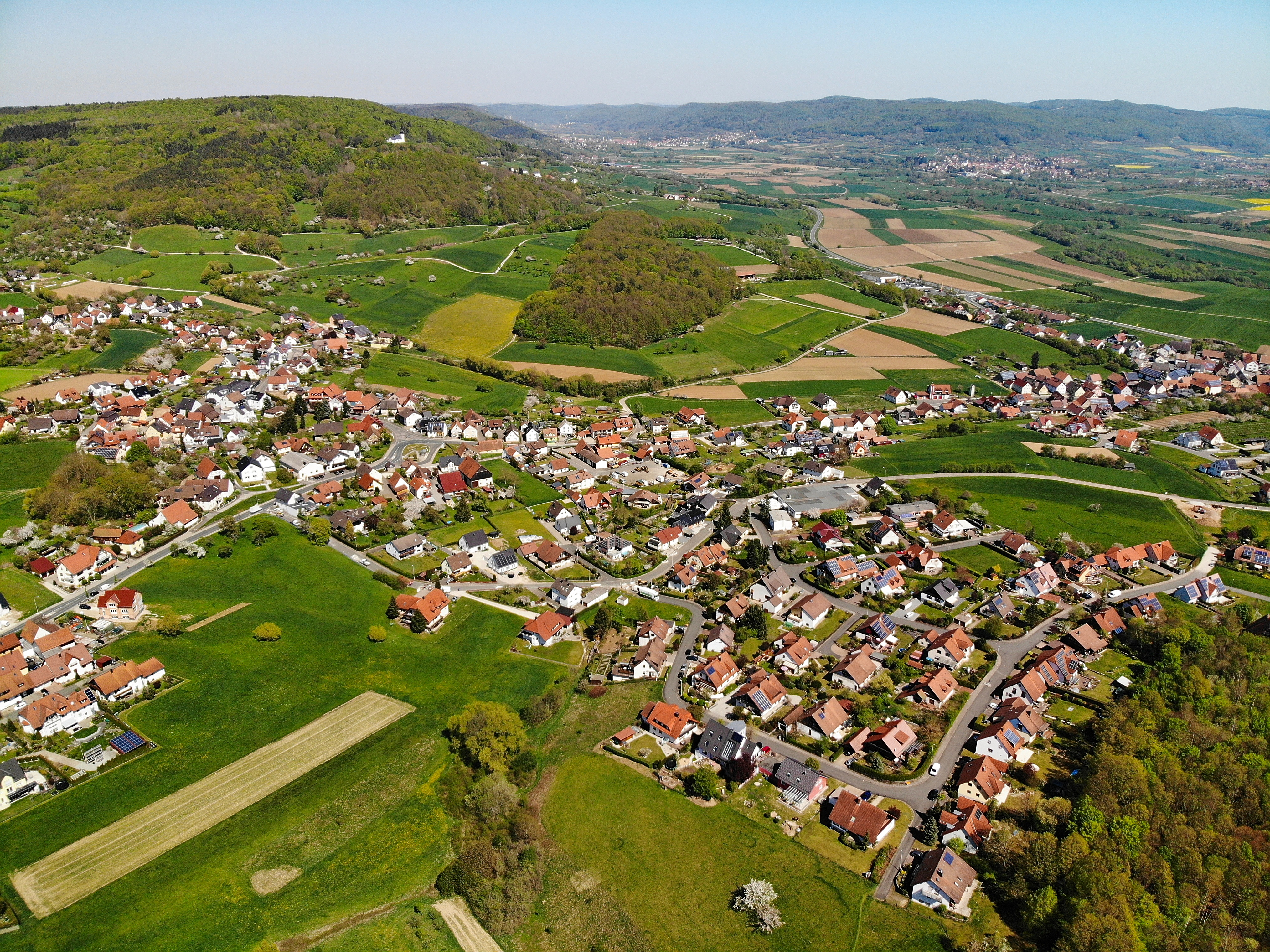
Weilersbach Luftaufnahme (2020)

### Gemeindegliederung
Die Gemeinde Weilersbach hat 5 Gemeindeteile (in Klammern ist der Siedlungstyp angegeben):
- Ehrlersheim (Siedlung)
- Mittlerweilersbach (Dorf)
- Oberweilersbach (Dorf)
- Reifenberg (Kirchdorf)
- Unterweilersbach (Pfarrdorf)

Es gibt die Gemarkungen Oberweilersbach, Reifenberg und Unterweilersbach.

### Nachbargemeinden
Nachbargemeinden sind (von Norden beginnend im Uhrzeigersinn): Ebermannstadt, Pretzfeld, Kirchehrenbach, Forchheim, Eggolsheim.

## Geschichte
Weilersbach, zwischen 1007 und 1062 und Reifenberg im Jahr 1140 erstmals erwähnt, gehörten zum Hochstift Bamberg, das ab 1500 im Fränkischen Reichskreis lag. Seit dem Reichsdeputationshauptschluss von 1803 gehört der Ort zu Bayern (Siehe auch Geschichte Frankens). Im Zuge der Verwaltungsreformen im Königreich Bayern entstanden mit dem Gemeindeedikt von 1818 die Gemeinden Oberweilersbach, Unterweilersbach und Reifenberg. Diese schlossen sich am 1. Juli 1970 im Zuge der Gebietsreform zur Gemeinde Weilersbach zusammen – der erste freiwillige Zusammenschluss von Einzelgemeinden zu einer Großgemeinde in Bayern.

## Politik

### Gemeinderat
Der Gemeinderat besteht aus dem Ersten Bürgermeister und 14 Mitgliedern. Die Gemeinderatswahlen führten zu folgenden Ergebnissen:
| Wahljahr | CSU     | Bürgerrecht Weilersbach * | Gesamt   |
| 2020     | 8 Sitze | 6 Sitze                   | 14 Sitze |
| 2014     | 8 Sitze | 6 Sitze                   | 14 Sitze |
| 2008     | 8 Sitze | 6 Sitze                   | 14 Sitze |
| 2002     | 7 Sitze | 7 Sitze                   | 14 Sitze |

(Stand: Kommunalwahl am 15. März 2020)

### Bürgermeister
Bürgermeister ist seit 2020 Marco Friepes (CSU). Vorgänger war Gerhard Amon (CSU).

### Wappen
| Wappen der Gemeinde Weilersbach | Blasonierung: „Über von Silber und Rot gespaltenem Spitzenschildfuß im Wellenschnitt gespalten von Rot und Silber, der Spaltungslinie aufgelegt eine heraldische Lilie in verwechselten Farben, vorne ein silberner Zinnenturm, hinten ein bewurzelter grüner Laubbaum.“ |
| Wappen der Gemeinde Weilersbach | Wappenbegründung: Stellvertretend für die vielen Adelsgeschlechter, die mit dem Ort verbunden waren, bildet das Wappen der Herren von Hetzelsdorf die Grundstruktur des Gemeindewappens. Sie standen im Dienst der Herren von Schlüsselberg und sind 1634 ausgestorben. In der evangelischen Kirche von Beerbach sind Totenschilde aus dem 14. und 15. Jahrhundert überliefert. Der Turm erinnert an die Burg Reifenberg, die 1151 erstmals erwähnt wird, und an die nach ihr genannten Herren von Reifenberg, die im 12. Jahrhundert ausgestorben sind. Der Baum in der hinteren Schildhälfte symbolisiert den Waldreichtum in der Umgebung. Die Lilie ist das Symbol der heiligen Anna. Sie ist Kirchenpatronin der Wallfahrtskirche auf dem St.-Anna-Berg in Unterweilersbach, deren Turmuntergeschoß aus dem 13. Jahrhundert stammt. Die Gemeinde Weilersbach führt das Wappen seit 1986. |

### Politische Organisationen
- Die Wählergruppierung Bürgerrecht Weilersbach gründete sich im Jahre 1977.
- Die Christlich-Soziale Union stellt seit den Kommunalwahlen im März 2002 den Bürgermeister.
- Am 14. November 2008 wurde der FDP-Ortsverband Weilersbach gegründet.

## Leben in der Gemeinde

### Versorgung
In Weilersbach befinden sich zwei Banken, ein Zahnarzt, ein Allgemeinarzt, eine Bäckerei, ein Supermarkt mit Tankstelle, verschiedene Handwerksbetriebe, drei Gasthäuser, zwei Freiwillige Feuerwehren (mit Ortsteil Reifenberg), ein Kindergarten (mit Kinderkrippenoption) und eine Grundschule.

### Vereine
Das Leben in der Gemeinde Weilersbach ist durch verschiedene Vereine geprägt. Der mitgliederstärkste Verein ist der SV Gloria Weilersbach mit rund 600 Mitgliedern.

## Sehenswürdigkeiten
- Wallfahrtskirche St. Anna
- St.-Nikolaus-Kirche (Vexierkapelle) Reifenberg
- Maria-Hilf-Kapelle (Heidebrünnel)
- Judenhof und ehemalige jüdische Traufhäuser

## Söhne und Töchter der Gemeinde
- Josef Wolff (1795–1862), Missionar